# Richie Tozier
Richard "Richie" Tozier là một nhân vật hư cấu được tạo ra bởi Stephen King và là một trong những nhân vật chính trong cuốn tiểu thuyết Gã hề ma quái (tiểu thuyết) năm 1986 của ông. Nhân vật này là thành viên của "The Losers Club" và được coi là người "cứu cánh" trong truyện của nhóm, tuy nhiên những trò hề ồn ào của anh ấy thường khiến anh ất gặp rắc rối, dẫn đến việc anh thường được gọi với cái tên "Richie 'Trashmouth' Tozier bạn bè của anh ấy thường sử dụng cụm từ "Beep Beep Richie" khi họ muốn anh ấy im lặng. Nhân vật được Seth Green thủ vai lúc nhỏ và Harry Anderson thủ vai lúc trưởng thành trong loạt phim năm 1990.